# Pablo de la Torriente Brau
Pablo de la Torriente Brau (ur. 12 grudnia 1901 w San Juan, Portoryko, zm. 19 grudnia 1936 w Madrycie) – kubański pisarz i dziennikarz, żołnierz Brygad Międzynarodowych. 

## Życiorys
Podczas najmłodszych lat podróżował wraz z rodzicami do Hiszpanii, potem na Kubę i rodzinnego Portoryko, aż do czasu kiedy jego rodzina osiedliła się na Kubie. W wieku dziewięciu lat napisał swój pierwszy artykuł w gazecie „El Ateneísta”. Cztery lata później przystąpił do Instytutu Szkół Średnich w Santiago de Cuba. W styczniu 1920 roku, udaje się jako rysownik do Sabanazo, gdzie planuje budowę cukierni. Tam poznaje Casuso Tete, jego późniejszą żonę. W tym czasie publikował artykuły w czasopiśmie New World, którego był także redaktorem i dystrybutorem. Później pracował w Komisji długów Ministerstwa Zdrowia. W dniu 28 lutego 1930, została opublikowana jego pierwsza książka „Batey” w lipcu tego roku ożenił się z Teresą Casuso Morin. 
W dniu 30 września, bierze udział w demonstracji przeciw zbrodniom i nadużyciom rządu dyktatora Gerardo Machado. W czasie protestu wywiązuje się strzelanina, w jej wyniku Pablo zostaje ranny w głowę. 3 stycznia 1931 trafia do więzienia w Hawanie. Po wyjściu, pisze serię artykułów „105 dni w więzieniu”, opublikowanych w gazecie El Mundo. Wkrótce po tym zostaje ponownie aresztowany. W maju 1933 zostaje zwolniony. Razem z żoną udaje się na wygnanie do Nowego Jorku, reżim jednak wkrótce upada, dzięki czemu pisarz może powrócić na wyspę. W 1935 ponownie wyjeżdża do Nowego Jorku. 
Gdy 18 lipca 1936 w Hiszpanii wybuchła wojna domowa, postanawia wyjechać do ogarniętego wojną kraju i rozpocząć pracę korespondenta dla meksykańskiej gazety „El Machete”. 11 listopada został mianowany komisarzem wojny i członkiem sztabu batalionu 109 dywizji Brygad Międzynarodowych. W Hiszpanii poznaje Miguela Hernándeza. 17 grudnia zostaje postrzelony, jego klatkę piersiową dosięga 19 kul. w wyniku czego umiera trzy dni później.